# Kirga (Oblast' autonoma ebraica)
Kirga (in lingua russa Кирга) è un centro abitato dell'Oblast' autonoma ebraica, situato nel Birobidžanskij rajon.